# Jiří Suchánek
Jiří Suchánek (9 de mayo de 1982) es un deportista checo que compite en tenis de mesa adaptado. Ganó tres medallas en los Juegos Paralímpicos de Verano entre los años 2016 y 2024.

## Palmarés internacional
| Juegos Paralímpicos | Juegos Paralímpicos     | Juegos Paralímpicos | Juegos Paralímpicos |
| Año                 | Lugar                   | Medalla             | Prueba              |
| ------------------- | ----------------------- | ------------------- | ------------------- |
| 2016                | Río de Janeiro (Brasil) | Medalla de bronce   | Individual 2        |
| 2020                | Tokio (Japón)           | Medalla de bronce   | Equipo 3            |
| 2024                | París (Francia)         | Medalla de plata    | Individual MS2      |